# 분노의 질주: 더 세븐
《분노의 질주: 더 세븐》(영어: Furious 7)은 2015년 개봉한 미국의 영화이자 분노의 질주 시리즈의 7번째 영화이다. 그리고 폴 워커에게는 생전 마지막으로 촬영한 영화이다.

## 줄거리
도미닉 토레토와 브라이언 오코너, 그리고 그들의 팀은 범죄에서 벗어나 평범한 삶으로 돌아왔지만, 오웬 쇼의 형인 데커드 쇼가 복수를 다짐하며 그들을 위협하기 시작한다. 데커드는 병원에 있는 동생 오웬을 찾아가 복수를 맹세하고, 도미닉 팀의 정보를 빼내기 위해 LA의 DSS 사무실을 습격하여 홉스를 부상 입힌다. 도미닉은 여동생 미아로부터 임신 소식을 듣지만, 데커드가 보낸 폭탄으로 집이 파괴되고, 도미닉은 도쿄에서 한의 죽음을 알게 된다.
한의 장례식에서 도미닉은 데커드를 발견하고 대치하지만, 미스터 노바디라는 정부 요원이 나타나 데커드를 막는 것을 도와주는 대신 해킹 프로그램 "신의 눈"을 회수하고 그 개발자인 램지를 테러리스트 모세 자칸데로부터 구출하는 것을 제안한다. 도미닉 팀은 아제르바이잔에서 자칸데의 호송대를 습격하여 램지를 구출하고, 아부다비에서 "신의 눈" 칩을 훔치는 데 성공한다. 하지만 자칸데와 동맹을 맺은 데커드에게 매복 공격을 당하고, "신의 눈"을 빼앗긴 채 도망친다.
LA로 돌아온 도미닉은 데커드와 맞서 싸울 계획을 세우고, 브라이언은 가족을 지키기로 결심한다. 자칸데는 헬기와 드론을 이용하여 그들을 추격하고, 램지는 "신의 눈"을 해킹하려 한다. 홉스는 병원에서 나와 드론을 파괴하고, 브라이언은 자칸데의 부하를 물리친 후 신호 중계탑을 장악하여 램지가 "신의 눈"을 통제할 수 있도록 돕는다. 도미닉은 주차장에서 데커드와 싸우고 자칸데의 헬기를 폭파시켜 그를 처치한다. 
결국 도미닉은 의식을 잃지만, 기억을 되찾은 레티가 그를 간호한다. 데커드는 체포되어 감옥에 갇히고, 도미닉 팀은 해변에서 휴식을 취한다. 브라이언은 가족과 함께 행복한 은퇴 생활을 보내고, 도미닉은 그를 떠나보내며 작별 인사를 나눈다.

## 출연
- 빈 디젤 - 도미닉 토레토 역
- 폴 워커 - 브라이언 오코너 역
  - 코디 워커/케일럽 워커(대역)
- 드웨인 존슨 - 루크 홉스 역
- 제이슨 스테이섬 - 데커드 쇼 역
- 미셸 로드리게즈 - 레티 오티즈 역
- 타이리스 깁슨 - 로먼 피어스 역
- 크리스 "루다크리스" 브리지스 - 테지 파커 역
- 조대나 브루스터 - 미아 토레토 역
- 자이먼 혼수 - 모세 자칸데 역
- 토니 자 - 키엣 역
- 론다 라우시 - 카라 역
- 내털리 이매뉴얼 - 램지 역
- 커트 러셀 - 미스터 노바디 역
- 존 브라더턴 - 셰퍼드 역
- 성 강 - 한 역
- 갈 가도트 - 지젤 역
- 루커스 블랙 - 숀 보즈웰 역
- 엘사 파타키 - 엘레나 네베스 역
- 루크 에번스 - 오언 쇼 역
- 노엘 굴리에미 - 헥터 역
- 알리 파잘 - 사파 역
- 로미오 산토스 - 만도 역
- 이기 아잘레아 - 레이서 역(카메오)
- 티페인 - 아부다비 디제이 역(카메오)